# Sparide (sommergibile)
Lo Sparide è stato un sommergibile della Regia Marina, appartenente alla classe Tritone.

## Storia
Durante la costruzione si decise di modificarlo per il trasporto di mezzi d'assalto, con l'installazione di quattro cilindri contenitori per SLC o barchini MTR (tali contenitori erano situati ai lati del ponte, due all'altezza della torretta e due leggermente a proravia di essa).
All'armistizio, sebbene formalmente in servizio, era ancora a fine allestimento e non in grado di prendere il mare, quindi si autoaffondò per evitare la cattura da parte dei tedeschi.
Fu successivamente rimesso a galla dai tedeschi e ribattezzato U. IT. 5, venendo spostato da La Spezia a Genova per le riparazioni; il 4 o il 6 settembre 1944 affondò (così come i gemelli Murena e Grongo) durante un pesante bombardamento aereo sulla città.
Nel 1947 il relitto fu recuperato e demolito.